# Strumień gwiazd

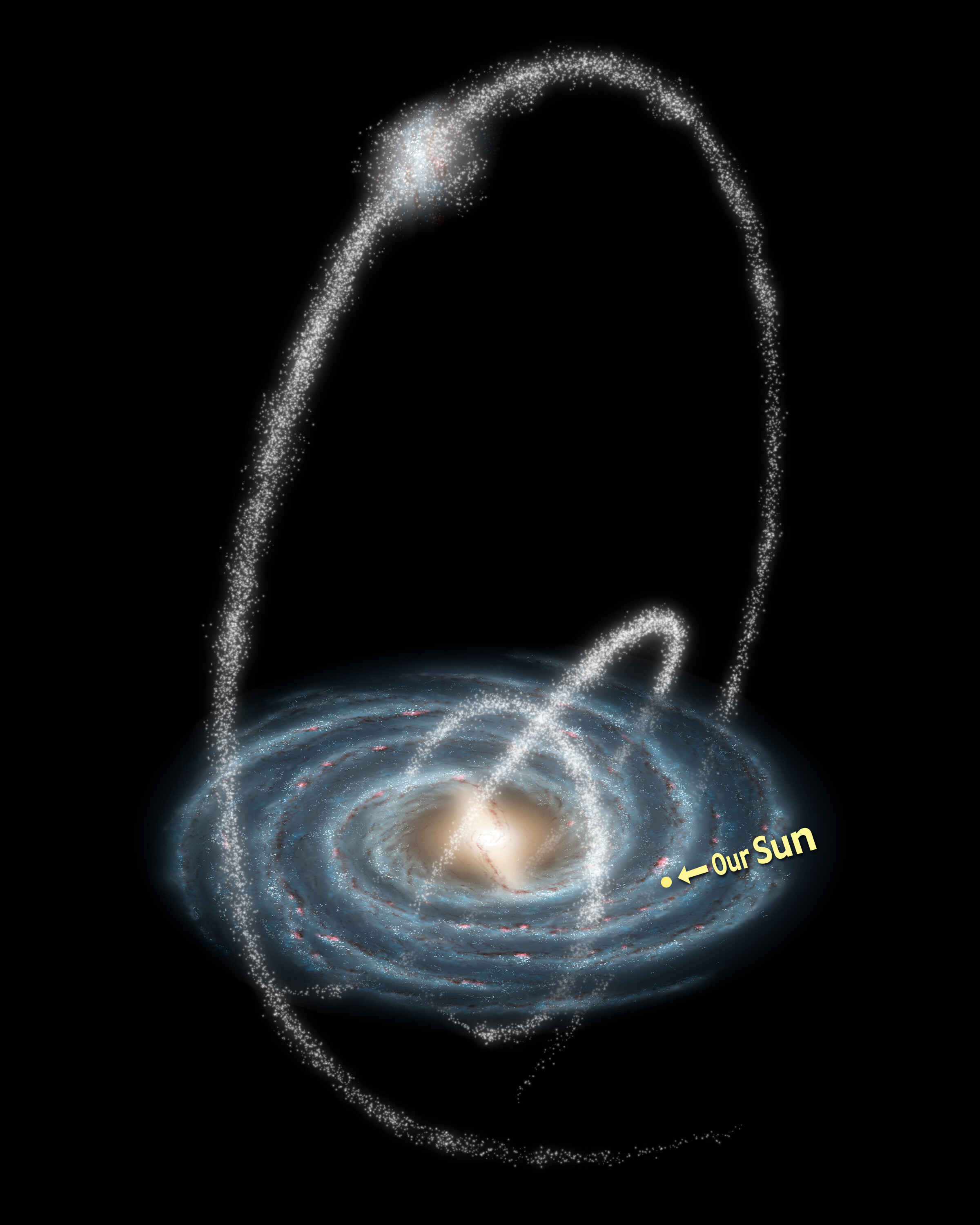
Trzy strumienie gwiazd wokół Drogi Mlecznej odkryte w 2007 roku (NASA)

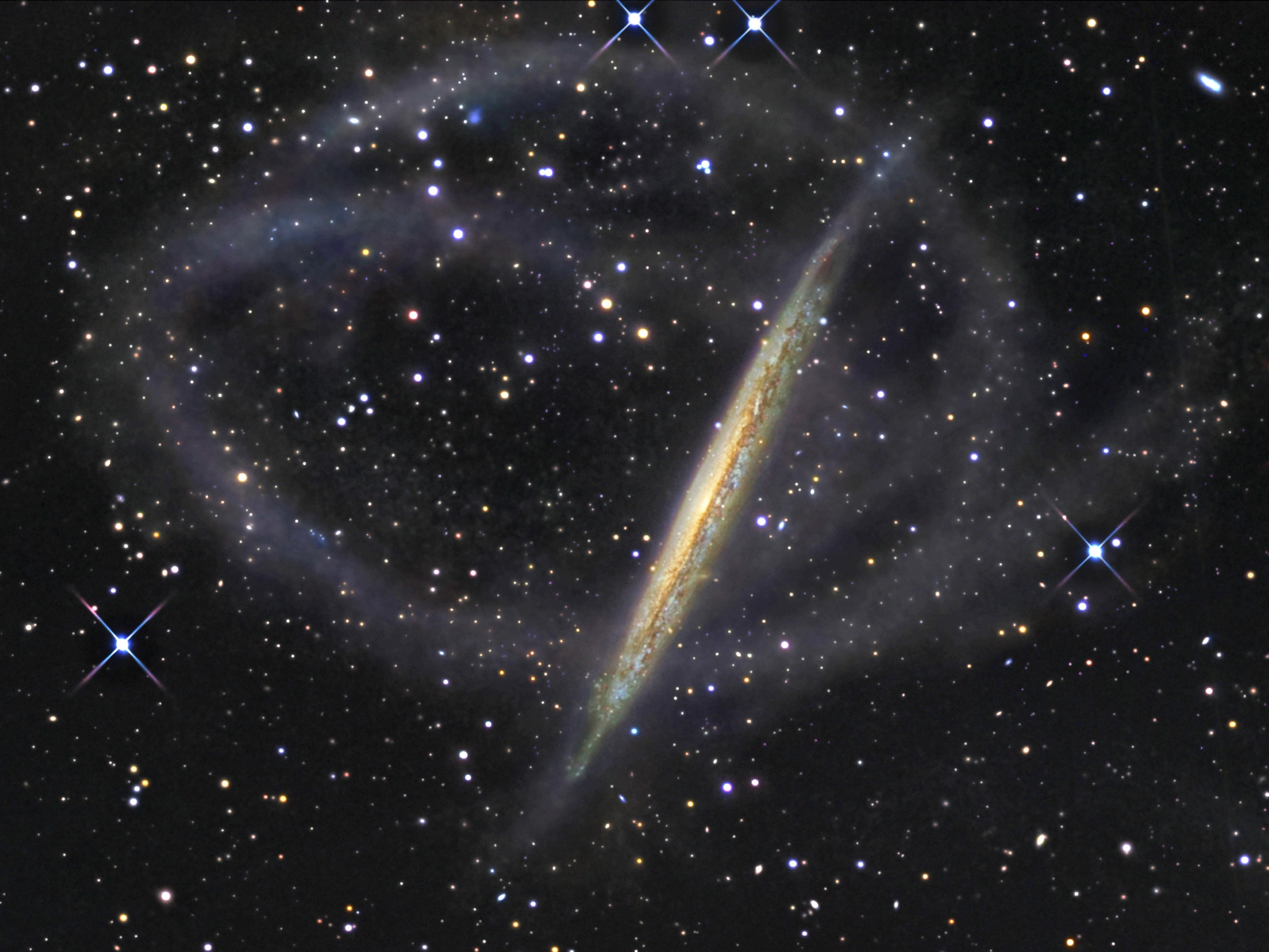
Strumienie gwiazd otaczające galaktykę spiralną NGC 5907

Strumień gwiazd – rozciągnięta w przestrzeni wokół galaktyki grupa gwiazd o podobnych właściwościach fizycznych lub poruszająca się w podobnym kierunku wobec galaktyki.
Strumienie gwiazd zostały utworzone z gwiazd pochodzących z karłowatych galaktyk satelitarnych lub gromad kulistych, rozerwanych przez oddziaływanie grawitacyjne większej galaktyki, albo też wyrwanych z macierzystych galaktyk wskutek tego samego oddziaływania. Strumienie gwiazd mogą też powstawać z wydłużonych chmur wodoru.

## Znane strumienie gwiazd Drogi Mlecznej
Wokół Drogi Mlecznej znanych jest kilkanaście strumieni gwiazd.
| Nazwa                                        | Źródło                                          | Masa (Mʘ)          | Długość (ly)                             | Skład                         | Rok odkrycia |
| -------------------------------------------- | ----------------------------------------------- | ------------------ | ---------------------------------------- | ----------------------------- | ------------ |
| Strumień Arktura                             | nieistniejąca galaktyka karłowata               | b.d.               | b.d.                                     | stare gwiazdy ubogie w metale | 1971         |
| Strumień Magellaniczny                       | Wielki i Mały Obłok Magellana                   | 200 milionów       | 1 milion                                 | gaz wodorowy                  | 1972         |
| Strumień Strzelca                            | SagDEG                                          | 100 milionów       | 1 milion                                 | szeroki przekrój gwiazd       | 1996         |
| Strumień Helmi                               | nieistniejąca galaktyka karłowata               | 10 do 100 milionów | kilka pełnych pętli wokół Drogi Mlecznej | stare gwiazdy ubogie w metale | 1999         |
| Strumień Palomar 5                           | gromada kulista Palomar 5                       | 5000               | 30 000                                   | stare gwiazdy                 | 2001         |
| Strumień Panny                               | nieistniejąca galaktyka karłowata               |                    | 30 000                                   |                               | 2001         |
| Pierścień Jednorożca                         | Karzeł Wielkiego Psa                            | 100 milionów       | 200 000                                  | gwiazdy w średnim wieku       | 2002         |
| Strumień Antycentrum                         | nieistniejąca galaktyka karłowata               | b.d.               | 30 000                                   | stare gwiazdy                 | 2006         |
| Strumień NGC 5466 Strumień pływowy 45 stopni | gromada kulista NGC 5466                        | 10 000             | 60 000                                   | bardzo stare gwiazdy          | 2006         |
| Strumień Orphan                              | prawdopodobnie Karzeł Wielkiej Niedźwiedzicy II | 100 000            | 20 000                                   | stare gwiazdy                 | 2006         |
| Strumień Acheron                             | nieznana gromada kulista                        |                    |                                          |                               | 2007         |
| Strumień Cocytus                             | nieznana gromada kulista                        |                    |                                          |                               | 2007         |
| Strumień Lethe                               | nieznana gromada kulista                        |                    |                                          |                               | 2007         |
| Strumień Styks                               | Karzeł Wolarza III                              |                    |                                          |                               | 2007         |
| Strumień Wodnika                             | nieistniejąca galaktyka                         |                    |                                          |                               | 2010         |
| Strumień Trójkąta                            | nieistniejąca gromada gwiazd                    |                    |                                          |                               | 2012         |
| Strumień Bliźniąt                            | nieistniejąca galaktyka karłowata(?)            |                    | >326 000                                 |                               | 2012         |
| LAMOST 1                                     | rozerwana gromada kulista                       | 21 000             |                                          | gwiazdy w średnim wieku       | 2015         |

Kilka podobnych strumieni gwiazd odkryto również wokół innych galaktyk.
Strumienie gwiazd galaktyki Andromedy
| Nazwa                    | Źródło                                                   | Masa (Mʘ) | Długość (ly) | Uwagi                                                              | Rok odkrycia |
| ------------------------ | -------------------------------------------------------- | --------- | ------------ | ------------------------------------------------------------------ | ------------ |
| Gigantyczny strumień M31 |                                                          |           |              |                                                                    |              |
| Strumień NE              |                                                          |           |              |                                                                    | 2004         |
| Strumień SW              |                                                          |           |              | w odl. 200–300 tys. ly od centrum M31, rozproszony strumień gwiazd | 2009         |
| Strumień E               | nieistniejąca galaktyka karłowata (ok. 1–2 mld lat temu) |           |              | w odl. 200 000 ly od centrum M31                                   | 2009         |
| Strumień F               | nieistniejąca galaktyka karłowata (ok. 1–2 mld lat temu) |           |              | w odl. 300 000 ly od centrum M31                                   | 2009         |